# Koritnik (Ivanjica)
Pour les articles homonymes, voir Koritnik.
Koritnik (en serbe cyrillique : Коритник) est un village de Serbie situé dans la municipalité d’Ivanjica, district de Moravica. Au recensement de 2011, il comptait 394 habitants.
Koritnik est situé sur les bords de la Studenica.

## Démographie

### Évolution historique de la population
| 1948 | 1953 | 1961 | 1971 | 1981 | 1991 | 2002 | 2011 |
| ---- | ---- | ---- | ---- | ---- | ---- | ---- | ---- |
| 755  | 831  | 996  | 931  | 722  | 535  | 424  | 394  |

|  |